# 罪惡無間
《罪惡無間》（英語：Sinners and Saints）是一部2010年美國動作驚悚片，由威廉·考夫曼執導並與傑·莫塞斯（Jay Moses）共同編劇，強尼·史壯、凱文·菲力普斯、考斯特·曼德勒、西恩·派屈克·福納瑞、方法人、金·高斯、巴斯·拉頓與湯姆·貝林傑主演。劇情講述兩名紐奧良警探搭檔，追查當地的一件連環兇案。
電影2010年6月30日在洛杉磯首映，2012年1月10日在美國採藍光及DVD首映發行。

## 劇情
紐奧良警察局警探西恩·萊利經歷喪子之痛及婚姻破裂後，又在一次突襲中失去了搭檔戴夫·貝森，情緒持續低落。特拉漢警監指派萊利調查一連串謀殺案，受害者均遭兇手反覆點火燒死。其中一名受害者是臭名昭著的黑幫韋多之弟，萊利先前曾制伏了韋多，貝森也在此期間陣亡。萊利失去聯繫的朋友柯林找上門。柯林透露，他們從軍隊退役後，自己在名為斯巴達（Spartan）的私人保全公司工作。柯林在接到一通電話後離開。
萊利被指派了威爾·甘茲警探成為新搭檔，並發現柯林疑似與兇案有關。他們無意中撞見了一群正在焚燒另一名受害者的傭兵，隨後發生了槍戰。槍戰最後以萊利最後殺死了傭兵柯爾作結。萊利和甘茲得知柯爾等人是名叫雷蒙德·克洛的人所僱用。隨著調查的繼續，萊利得知柯林掌握了斯巴達的罪證：一段來自克洛等傭兵在執行任務時處決無辜人士的影片；想向記者公開影片的柯林為此引來殺身之禍。萊利和甘茲找到了柯林，但他們遭到斯巴達僱傭兵的攻擊。受了致命傷的柯林炸毀了自己所在的房子，以便萊利和甘茲能夠逃脫。
特拉漢警監透露，該市希望將調查的結果歸咎於萊利。萊利決定對用私刑，親自處理此事，並從柯林的贈禮中發現了影帶。特拉漢警監前往萊利的家中試圖勸說，但遭到斯巴達僱傭兵首領德克槍殺。德克將萊利帶到克洛面前；克洛從萊利手中取走影帶後，到甘茲家中追查是否還有拷貝。萊利隨後殺死了德克。
萊利得知克洛綁架了甘茲，於是闖入克洛的據點並殺死了剩餘的傭兵。克洛成功逃脫，萊利追了上來。克洛在街上朝萊利開槍，但萊利先擊中了對方。萊利正要處決克洛，甘茲也大喊要他動手，但萊利最後決定放棄，而讓抵達現場的韋多及幫派將克洛帶走，韋多打算向其報復。
後來，萊利參加了甘茲孩子的生日聚會，然後先行離去，鼓起勇氣拜訪了自己兒子的聖羅克墓地。

## 演員
- 強尼·史壯飾演西恩·萊利警探（Detective Sean Riley）
- 凱文·菲力普斯（英语：Kevin Phillips (actor)）飾演威爾·甘茲警探（Detective Will Ganz）
- 考斯特·曼德勒飾演雷蒙德·克洛（Raymond Crowe）
- 西恩·派屈克·福納瑞飾演柯林（Colin）
- 方法人（英语：Method Man）飾演韋多（Weddo）
- 金·高斯飾演戴夫·貝森警探（Detective Dave Besson）
- 巴斯·拉頓（英语：Bas Rutten）飾演德克（Dekker）
- 湯姆·貝林傑飾演特拉漢警監（Captain Trahan）
- 約根·柏契納（英语：Jürgen Prochnow）飾演雷金先生（Mr. Rhykin）
- 喬琳納·布拉洛克（英语：Jolene Blalock）飾演史黛西（Stacy）
- 路易斯·曼迪勒飾演柯爾（Cole）
- 布魯克林·蘇達諾（英语：Brooklyn Sudano）飾演貝絲·甘茲（Beth Ganz）
- 瑪雅·斯托揚（英语：Maya Stojan）飾演娜嘉（Nadja）
- 羅恩·巴利基（英语：Ron Balicki）飾演拉克（Rucker）
- 伊凡·卡瑞傑斯（英语：Evan Karagias）飾演林區（Lynch）
- 桑尼·普茲庫斯（Sonny Puzikus）飾演連克（Renko）

## 製作
《罪惡無間》是威廉·考夫曼執導的第二部電影，並身兼編劇。初版劇本完成後，2005年颶風卡崔娜席捲路易斯安那州紐奧良，電影在颶風過後開始拍攝；考夫曼為此更動了劇本，將颶風的影響加入其中。片中隨處可見遭洪水侵害的廢棄房屋。
本片的背景設定於紐奧良。考夫曼在接受Twitch專訪時稱，最喜歡的南方城市便是此地，該城市融合了多種文化，是硬派動作片的完美背景為追求槍戰的真實感，考夫曼聘請好友兼前俄羅斯特種部隊隊員桑尼·普茲庫斯（Sonny Puzikus）在有限的時間內訓練演員，並提供拍攝動作戲的意見。電影的特技團隊包括布萊恩·舒利（Brian Schuley）、羅恩·巴利基和傑夫·加爾平（Jeff Galpin）。
強尼·史壯擔任電影的主角。考夫曼一直是史壯音樂的粉絲，加上在看過《席維斯·史特龍之大開殺戒》（2000年）和《黑鷹計劃》（2001年）後，認定史壯擁有適合自己電影的演技及身體素質。史壯在拍攝《黑鷹計劃》時，至摩洛哥與達美航空操作員一起接受了八個月的訓練，參演本片時也接受了普茲庫斯的特種部隊培訓，對於武器相當熟悉。

## 潛在續集
《罪惡無間》發行後，2012年有消息傳出，考夫曼和史壯將籌備續集。2017年傳出，史考特·艾金斯有望與史壯合作參演獨立續集《罪惡無間：復仇》（Sinners and Saints: Vengeance）。

## 外部連結
- 互联网电影数据库（IMDb）上《罪惡無間》的资料（英文）